# María Cristina Alonso
María Cristina Alonso (Bragado, 1955) es una cuentista y novelista argentina.
Es autora de "Cattolica pero anaquisto, un artista gráfico en París", Ediciones de los Cuatro Vientos, 2007; "Último foco", novela, Buenos Aires, Colihue, La Movida, 2005, "Historias de inmigrantes", (en colaboración con Marta Pasut), Rosario, Homo Sapiens, 2005, "Aventuras en borrador", novela, Buenos Aires Colihue, La Movida, 1999, "Tierra de lectores", artículos periodísticos sobre la lectura, editado por la Municipalidad de Bragado y el Diario La Voz de Bragado, 1998, "Tías de infancia", novela, Buenos Aires, Club de Estudio, 1994.
Paralelamente a la tarea docente, coordina talleres de escritura para jóvenes y adultos, ofrece conferencias sobre temas relacionados con la literatura, el proceso de la escritura, la historieta, la literatura contemporánea, y publica artículos sobre su especialidad.